# Alps Alpine
Alps Alpine Co., Ltd. (Nhật: アルプスアルパイン株式会社 Hepburn: Arupusu Arupain kabushiki-gaisha), trước đây được biết đến với tên gọi Công ty TNHH Alps Electric (Nhật: アルプス電気株式会社 Hepburn: Arupusu Denki Kabushiki-gaisha), là một tập đoàn đa quốc gia của Nhật Bản, có trụ sở tại Tokyo, Nhật Bản, chuyên sản xuất các thiết bị điện tử, bao gồm công tắc, chiết áp, cảm biến, bộ mã hóa và bàn di chuột.

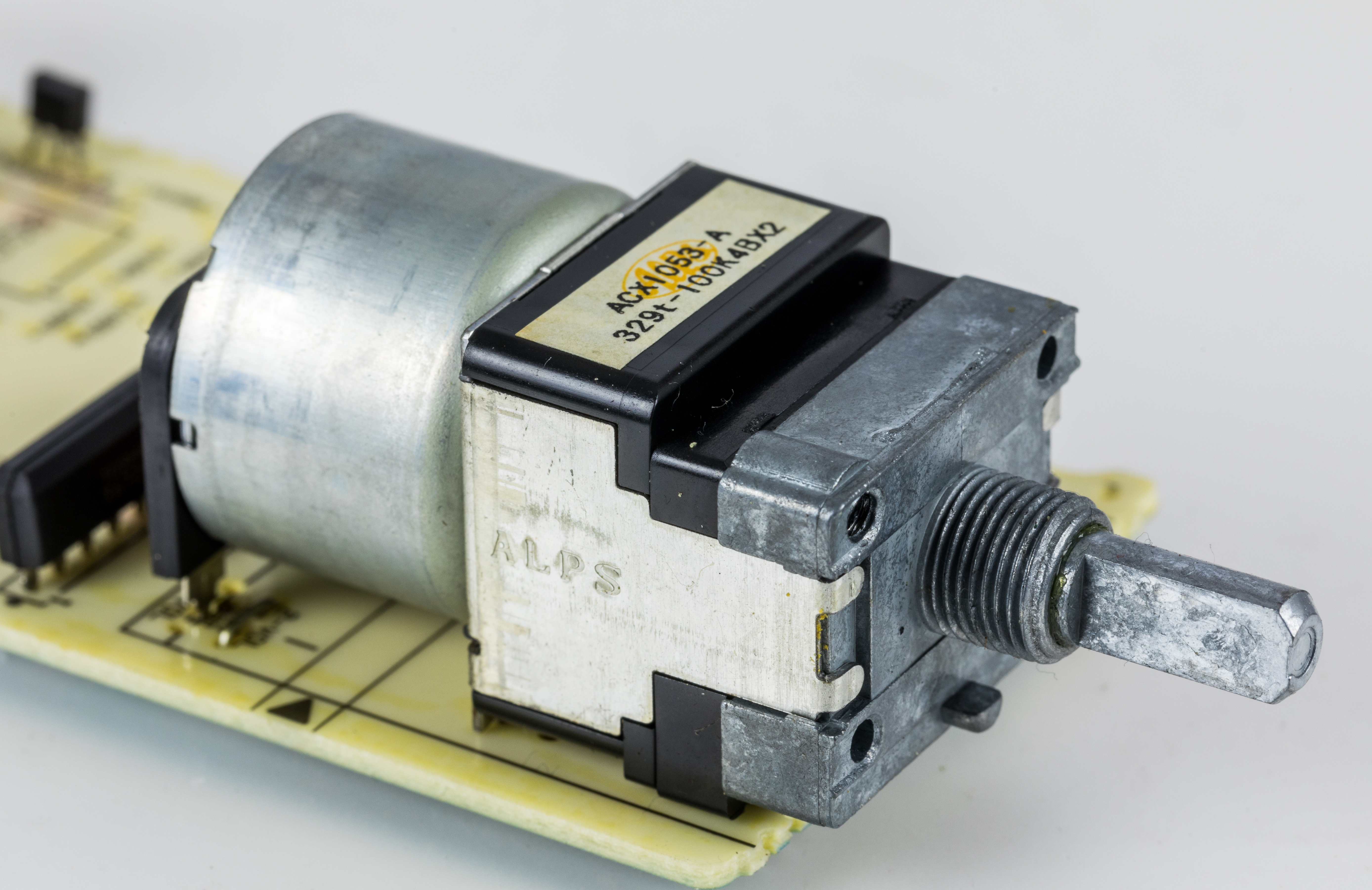
Một chiết áp điều khiển bằng động cơ của Alps Electric dùng trong trung tâm âm nhạc

Logo sử dụng từ 1964 đến 2020

Công ty được thành lập năm 1948 dưới tên gọi Công ty TNHH Điện tử Kataoka và đổi tên thành Công ty TNHH Alps Electric vào tháng 12 năm 1964. Từ ngày 22 tháng 6 năm 2012, Chủ tịch là Toshihiro Kuriyama và Chủ tịch HĐQT là Masataka Kataoka. Alps cũng nổi tiếng với thương hiệu Alpine trong lĩnh vực âm thanh xe hơi.
Tập đoàn Alps Electric có các cơ sở R&D, sản xuất và bán hàng tại Nhật Bản và nhiều nơi trên thế giới — tại châu Mỹ, châu Âu, Đông Nam Á, Hàn Quốc và Trung Quốc đại lục. Kể từ khi thành lập, Alps Electric đã cung cấp khoảng 40.000 loại linh kiện điện tử cho hơn 2.000 nhà sản xuất đồ gia dụng, thiết bị di động, ô tô và thiết bị công nghiệp trên toàn thế giới.
Năm 2014, Tập đoàn Alps gồm 84 công ty công ty con, trong đó 25 thuộc Alps Electric, 32 thuộc Alpine Electronics và 27 thuộc Alps Logistics.
Công ty được niêm yết trên Sở giao dịch chứng khoán Tokyo và là thành phần của chỉ số Nikkei 225.
Sau khi hợp nhất với công ty con Alpine Electronics vào tháng 1 năm 2019, công ty được đổi tên thành Alps Alpine Co., Ltd. Alpine ban đầu được thành lập như một liên doanh với Motorola năm 1967, nhưng đã trở thành công ty con 100% của Alps từ năm 1978.

## Các bộ phận kinh doanh
Alps Automotive tập trung cung cấp các sản phẩm và mô-đun tùy chỉnh, bao gồm bảng điều khiển và mô-đun vô lăng, cho các mẫu xe cụ thể, cũng như các linh kiện tương thích với mọi loại xe.
Alps Home and Mobile tập trung cung cấp công tắc, chiết áp, cảm biến và các linh kiện khác cho đến các thiết bị đa đầu vào như bảng cảm ứng và GlidePoint™ cho thị trường gia dụng, di động và PC. Alps Electric tập trung vào giao diện người-máy và máy-máy cho đồ gia dụng, thiết bị di động và PC.
Alps Industry, Healthcare & Energy tập trung cung cấp đa dạng sản phẩm, bao gồm cảm biến, cuộn cảm công suất, công tắc và mô-đun truyền thông cho ngành công nghiệp, y tế và năng lượng.
Phần cứng bàn di chuột Alps được phát triển và sản xuất bởi Cirque Corporation, công ty mà họ mua lại năm 2003; tuy nhiên, công ty mẹ vẫn tự phát triển các trình điều khiển. Các trình điều khiển này được Windows chứng nhận. Chúng thường được tìm thấy trong Sony, Toshiba và máy tính xách tay Dell cũng như OLPC XO-1. Họ được coi là một trong những nhà cung cấp lớn của Nhật Bản cho Apple và cũng sản xuất bàn phím cho máy tính Apple, bao gồm Macintosh nguyên bản và iMac đầu tiên.

## Hợp nhất kinh doanh và đổi tên
Ngày 1 tháng 1 năm 2019, Alps Electric Co., Ltd. và Alpine Electronics, Inc. đã hợp nhất kinh doanh dưới tên mới Alps Alpine Co., Ltd.. Alpine Electronics, Inc. trở thành công ty con 100% của Alps vào năm 1978 khi Alps mua lại toàn bộ cổ phần của Alps Motorola Inc.

## Thư viện

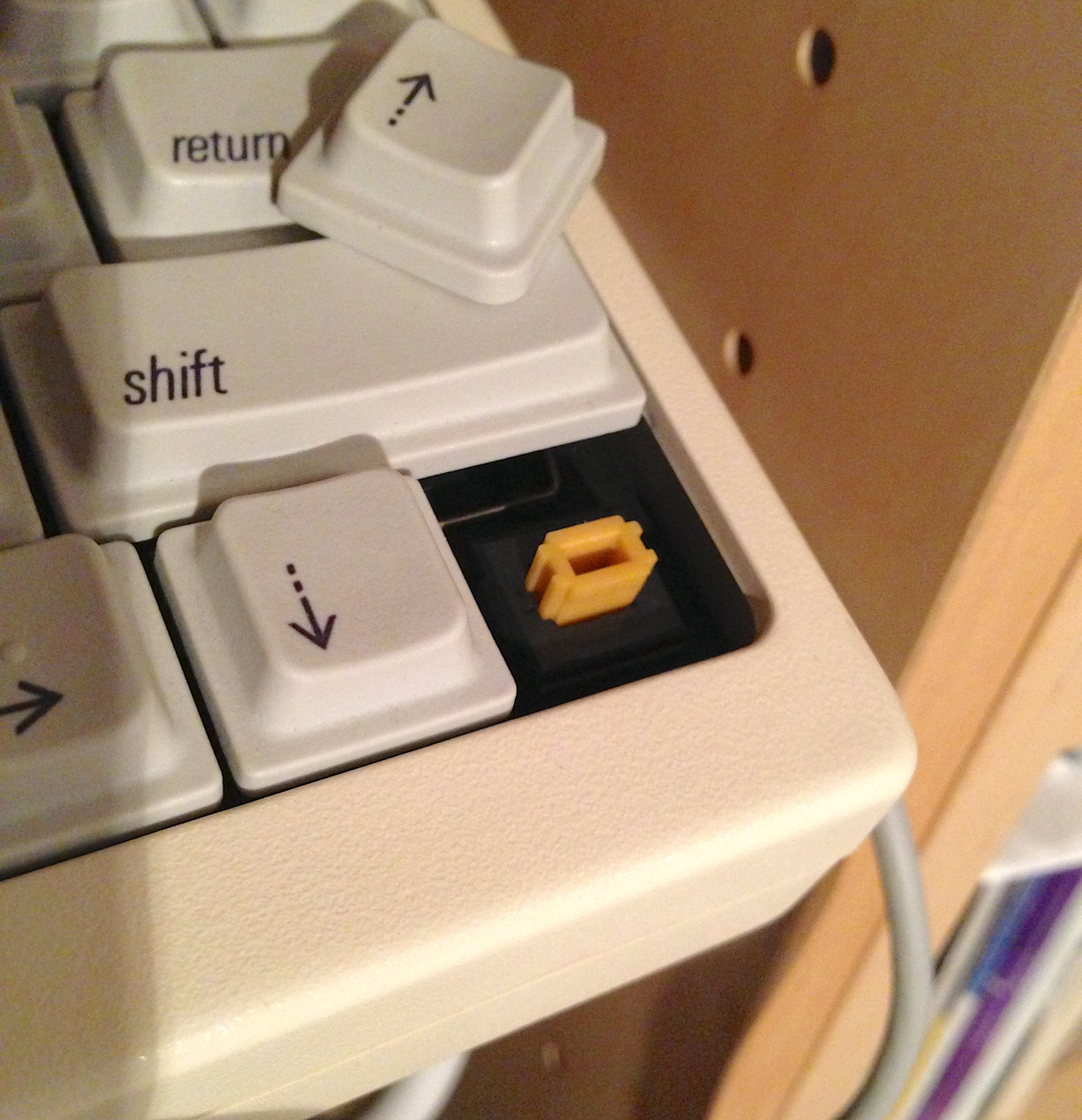
Công tắc Alps Amber trong bàn phím Apple IIc
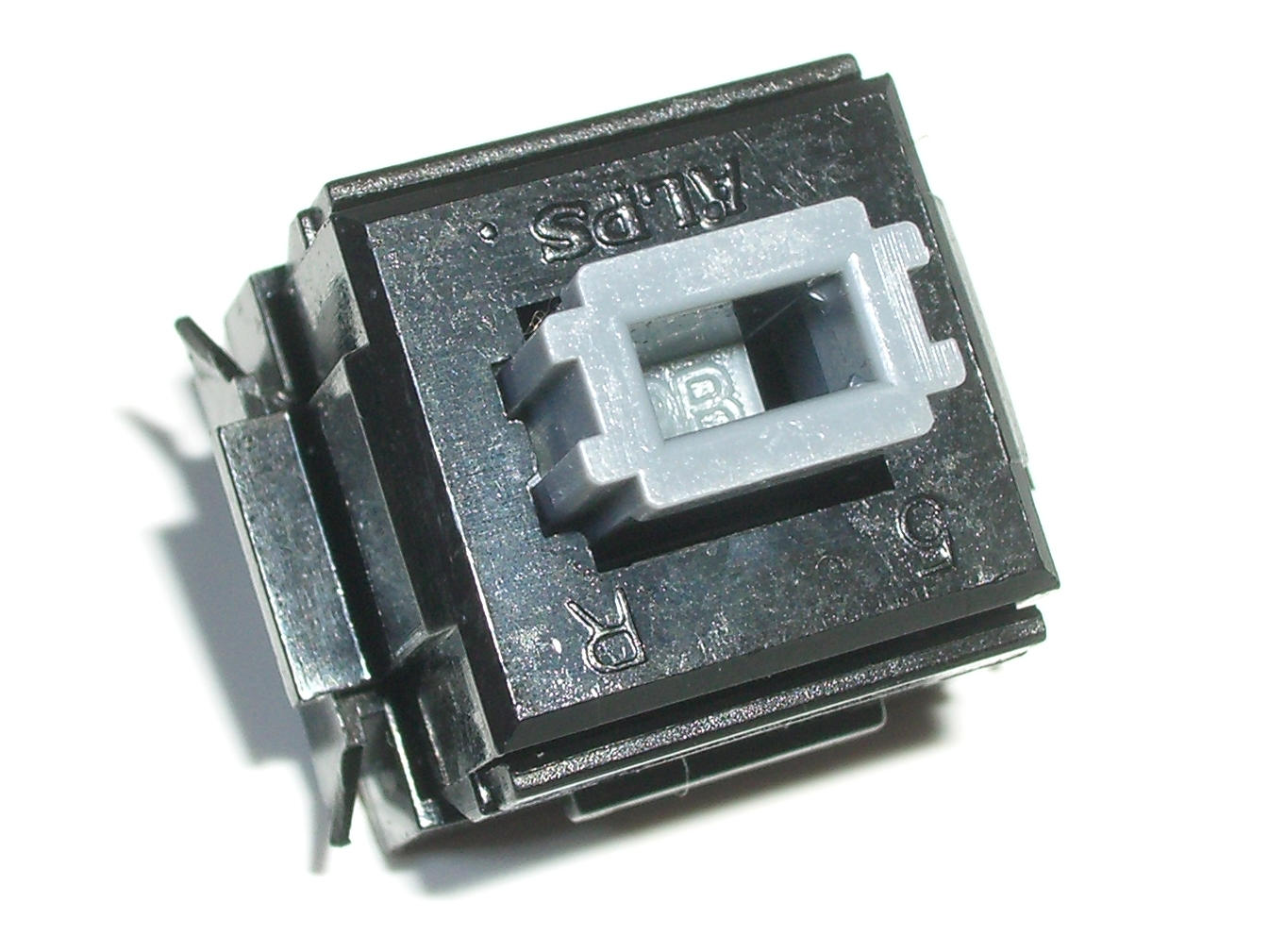
Công tắc Alps SKBM Grey
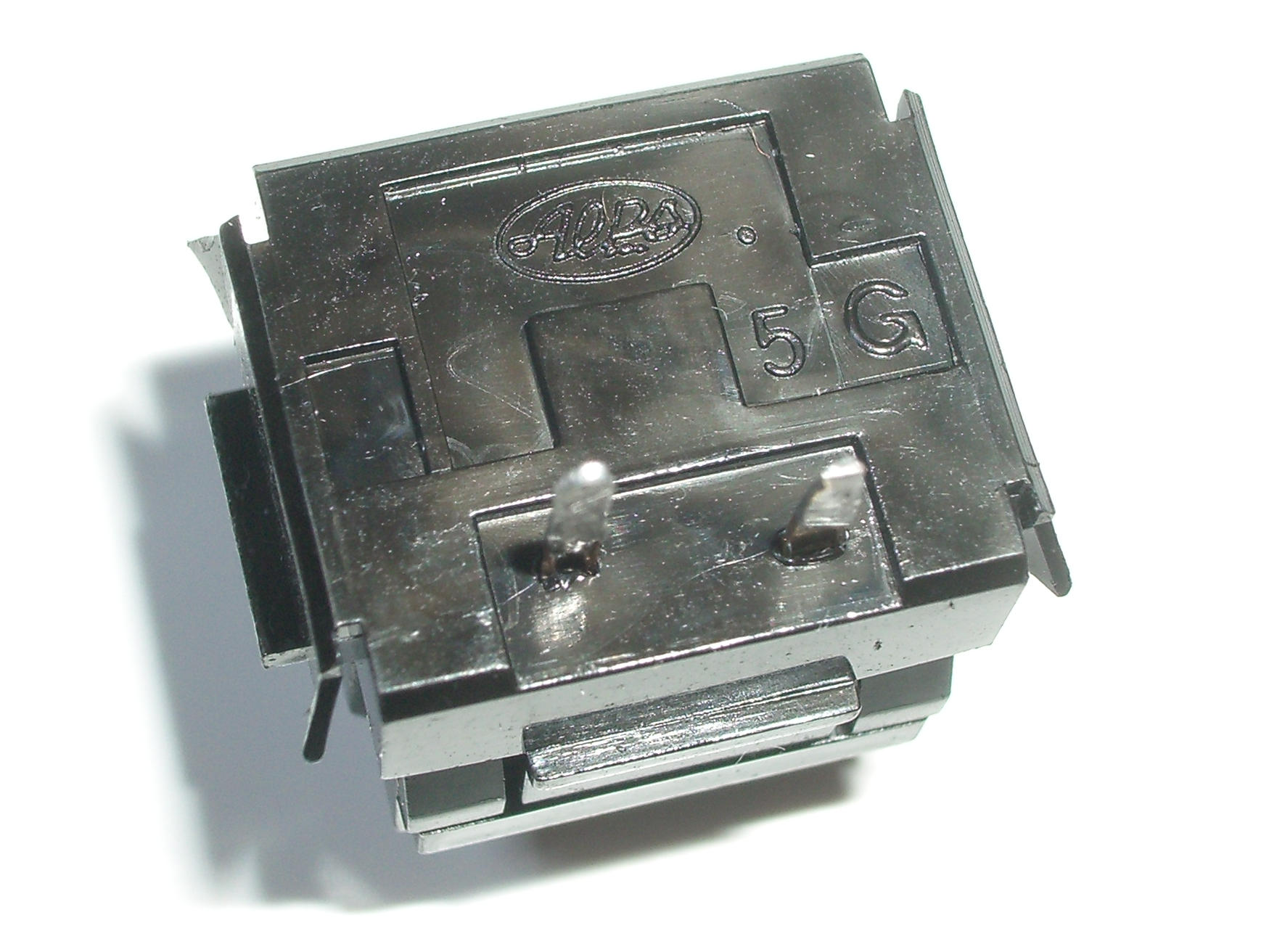
Công tắc Alps SKBM Grey mặt sau với logo cũ
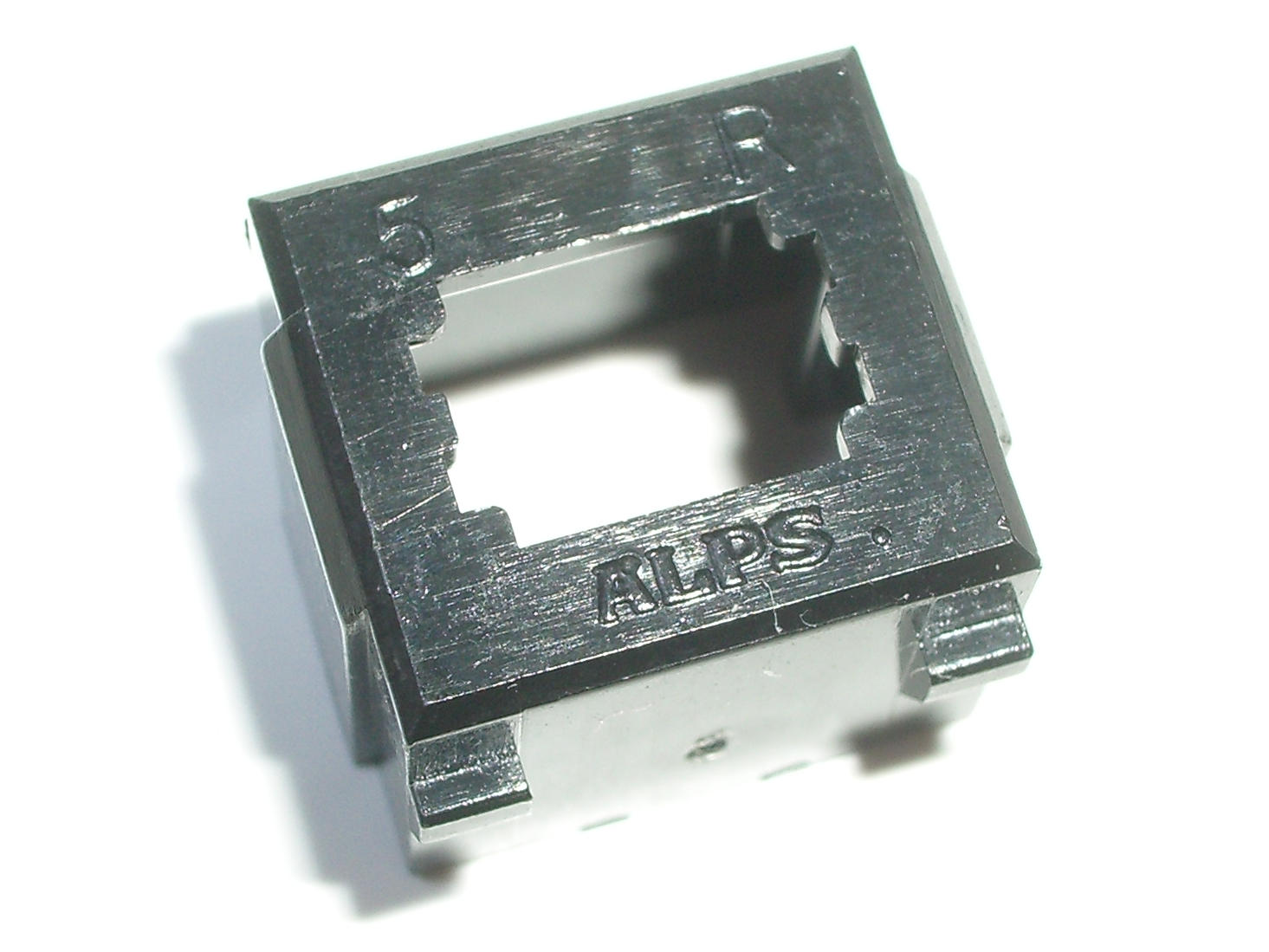
Công tắc Alps SKBM Grey – vỏ trên với số khuôn đơn giản hóa và logo Alps nổi rõ hơn
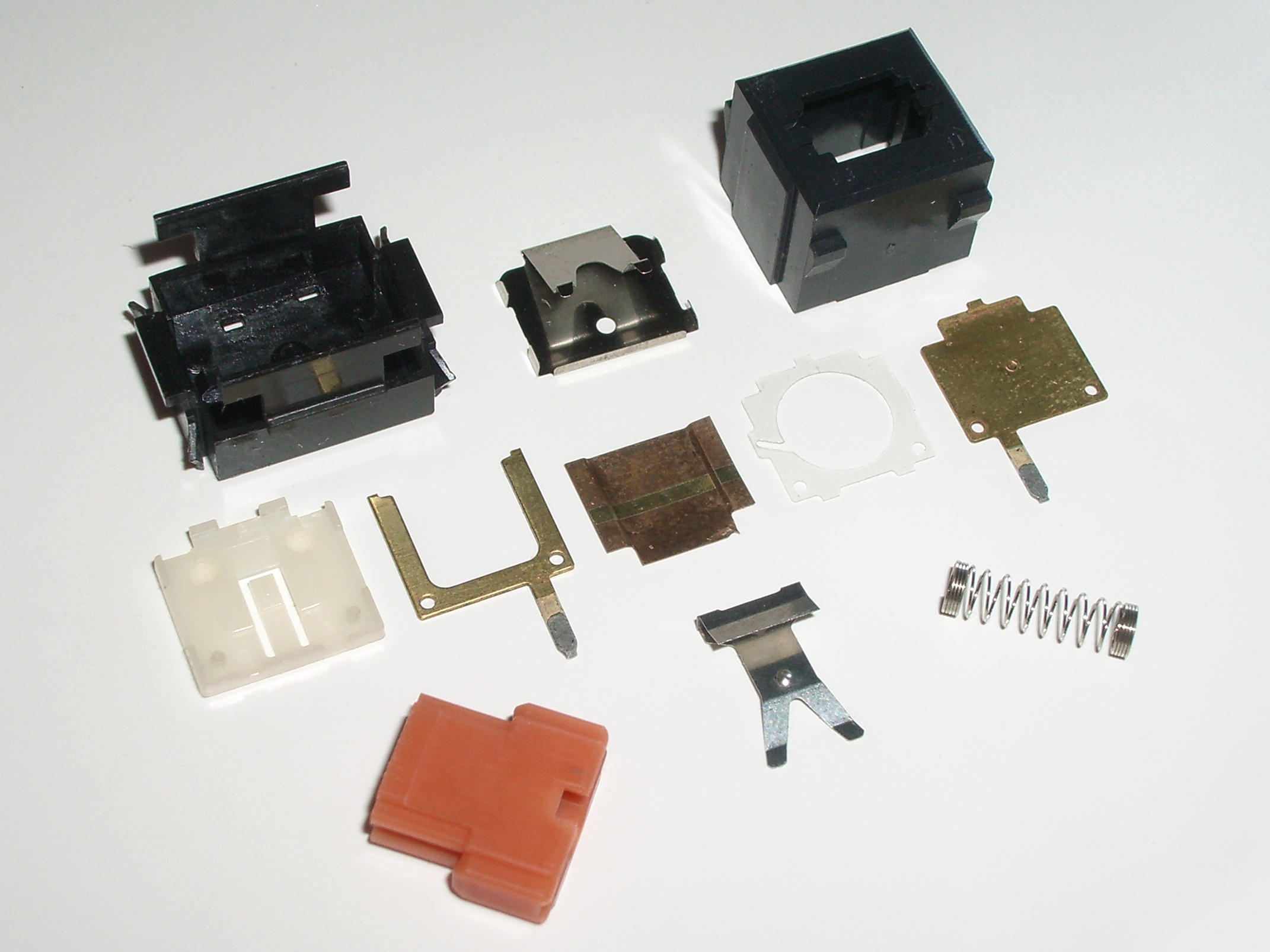
Công tắc Alps SKCM Orange, tháo rời hoàn toàn